# Harrisburg (Carolina del Nord)
Harrisburg és una població dels Estats Units a l'estat de Carolina del Nord. Segons el cens del 2008 tenia 5.819 habitants.

## Demografia
Segons el cens del 2000, Harrisburg tenia 4.493 habitants, 1.556 habitatges i 1.322 famílies. La densitat de població era de 277,6 habitants per km².
Dels 1.556 habitatges en un 42,9% hi vivien nens de menys de 18 anys, en un 76,7% hi vivien parelles casades, en un 5,7% dones solteres, i en un 15% no eren unitats familiars. En el 13,2% dels habitatges hi vivien persones soles el 4,6% de les quals corresponia a persones de 65 anys o més que vivien soles. El nombre mitjà de persones vivint en cada habitatge era de 2,85 i el nombre mitjà de persones que vivien en cada família era de 3,13.
Per edats la població es repartia de la següent manera: un 28% tenia menys de 18 anys, un 4,9% entre 18 i 24, un 31,5% entre 25 i 44, un 25,9% de 45 a 60 i un 9,5% 65 anys o més.
L'edat mediana era de 38 anys. Per cada 100 dones de 18 o més anys hi havia 93,2 homes.
La renda mediana per habitatge era de 65.086 $ i la renda mediana per família de 73.182 $. Els homes tenien una renda mediana de 48.281 $ mentre que les dones 31.808 $. La renda per capita de la població era de 25.478 $. Cap de les famílies i l'1,4% de la població estaven per davall del llindar de pobresa.

## Poblacions més properes
El següent diagrama mostra les poblacions més properes.